# Miraschon
Miraschon (ミラション, Mirashon) es una antagonista menor presente en Stone Ocean, la sexta parte de JoJo's Bizarre Adventure.
Miraschon es una reclusa de la Prisión Green Dolphin Street la cual fue enviada por Enrico Pucci para asesinar a Jolyne Cujoh. Seguido esto, juega con Jolyne, Ermes Costello y Foo Fighters con el fin de arrancar sus órganos y tomar el DISCO de Jotaro Kujo.

## Apariencia
Miraschon es una mujer de una estatura mediana, vistiendo una blusa de color celeste claro y pantalones de camuflaje estilo militar. La parte delantera de su cabello tiene el estilo de una máscara o una especie de jaula que cubre su rostro.

## Personalidad
Incluso después de confesarse y decir que a dado vuelta a una nueva hoja a Pucci, se muestra tan solo en un rato que había intentado robarle una cruz dorada, aunque ella es detenida rápidamente por el.

## Habilidades

### Stand
El Stand de Miraschon se activa cuando hace una apuesta con alguien. Al ganar, el perdedor debe pagar pero en el caso de que no tenga lo suficiente para pagar la apuesta, el Stand puede recolectar objetos de valor de ellos (como sus órganos internos) como una compensación.

## Historia
Miraschon aparece después de que Jolyne Cujoh y Ermes Costello reclutan a Foo Fighters y esta hace una apuesta en un juego de atrapar que F.F. y Jolyne estaban teniendo. La apuesta es coger el balón cien veces. A pesar de que Jolyne no quería participar, Ermes la persuade a participar en la apuesta.
Después de que Jolyne gane la apuesta, Miraschon hace una apuesta más alta que atrae a Ermes, que decide participar en la apuesta con una recompensa más alta. Ermes decidió hacer trampa y su culpa por hacerlo activa el Stand de Miraschon, que la ataca sacando su dinero de sus pechos, un diente de oro y su hígado.
Jolyne hace otra apuesta con Miraschon por el bienestar de Ermes y devolver todo a ella. Miraschon revela que las ha estado engañando desde el principio y que le prometieron su libertad condicional si puede conseguir el Disco del Stand de Jotaro.
A pesar de que las logra engañar para ganar, Miraschon todavía podía acercarse a conseguir el disco de Jolyne antes de que ella tenga las condiciones de la apuesta repetidas a ella, y luego sufre varios golpes de la pelota de béisbol de Jolyne con los ataques rápidos de Stone Free.